# Nathrius cypericus
Nathrius cypericus là một loài bọ cánh cứng trong họ Cerambycidae.